# Isoetes pallida
Isoetes pallida är en kärlväxtart som beskrevs av Hickey. Isoetes pallida ingår i släktet braxengräs, och familjen Isoetaceae. Inga underarter finns listade i Catalogue of Life.